# Negative Rechtskraft
Negative Rechtskraft bedeutet, dass rechtsgeschäftlich begründete dingliche Rechte ohne Grundbucheintrag keinen Bestand haben (absolutes Eintragungsprinzip), abgesehen von den Ausnahmen des ausserbuchlichen Rechtserwerbs (relatives Eintragungsprinzip).